# Anomoeotes elegans
Anomoeotes elegans és una espècie de lepidòpter zigenoïdeu de la família dels himantoptèrids (Himantopteridae), subfamília Anomoeotinae.
És una espècie endèmica de Kenya.